# Estado de Río de Janeiro
Río de Janeiro, es uno de los veintiséis estados que, junto con el distrito federal, forman la República Federativa de Brasil. Su capital es la homónima Río de Janeiro. Está ubicado en la parte oriental de la región Sudeste. Limita al norte con Minas Gerais y Espíritu Santo, al este y sur con el océano Atlántico y al suroeste con São Paulo. Con 17 463 349 habitantes en 2021, es el tercer estado más poblado —por detrás de São Paulo y Minas Gerais—, con 43 750,4 km², el tercero menos extenso —por delante de Alagoas y Sergipe, el menos extenso— y con 377,5 hab/km², el más densamente poblado. El estado tiene el 8.2 % de la población brasileña y produce el 9.2 % del PIB brasileño. Los municipios más importantes son: Río de Janeiro, Niterói, Campos, Petrópolis, São Gonçalo, Volta Redonda, Angra dos Reis, Nova Friburgo, Teresópolis, Vassouras, Macaé, Búzios, Cabo Frío, Rio das Ostras, Arraial do Cabo, Araruama, Paratí, Resende, Barra Mansa, Duque de Caxias, Nova Iguaçu, São João de Meriti, y Maricá. Los ríos Paraíba del Sur, Macaé, Guandú, Piraí y Muriaé, son los cursos de agua principales, y el clima es tropical, caliente en la costa, pero más ameno en las regiones de montañas. Su capital, Río de Janeiro, es mundialmente conocida por sus playas, el cerro Pan de Azúcar, la estatua del Cristo Redentor y su animada vida cultural. También son destino frecuente de turistas las otras ciudades del estado, como Búzios, Angra dos Reis, Paratí y Petrópolis.  El estado de Río de Janeiro es el mayor productor de petróleo y gas natural de todo Brasil, y tiene la segunda mayor economía de todo el país. Solamente el estado de São Paulo tiene una economía mayor que la del estado de Río de Janeiro.

## Historia
En la época del establecimiento del sistema de Capitanías Hereditarias en Brasil, el territorio del actual estado de Río de Janeiro se encontraba comprendido en tramos de la Capitanía de San Tomé y de la Capitanía de São Vicente. La región no fue inmediatamente colonizada por los portugueses, en virtud de la hostilidad de los indígenas establecidos en el litoral. Entre 1555 y 1567, la bahía de Guanabara fue ocupada por un grupo de colonos franceses, bajo el mando de Nicolas Durand de Villegaignon, que aquí pretendían instalar una colonia llamada Francia Antártica ("France Antarctique").

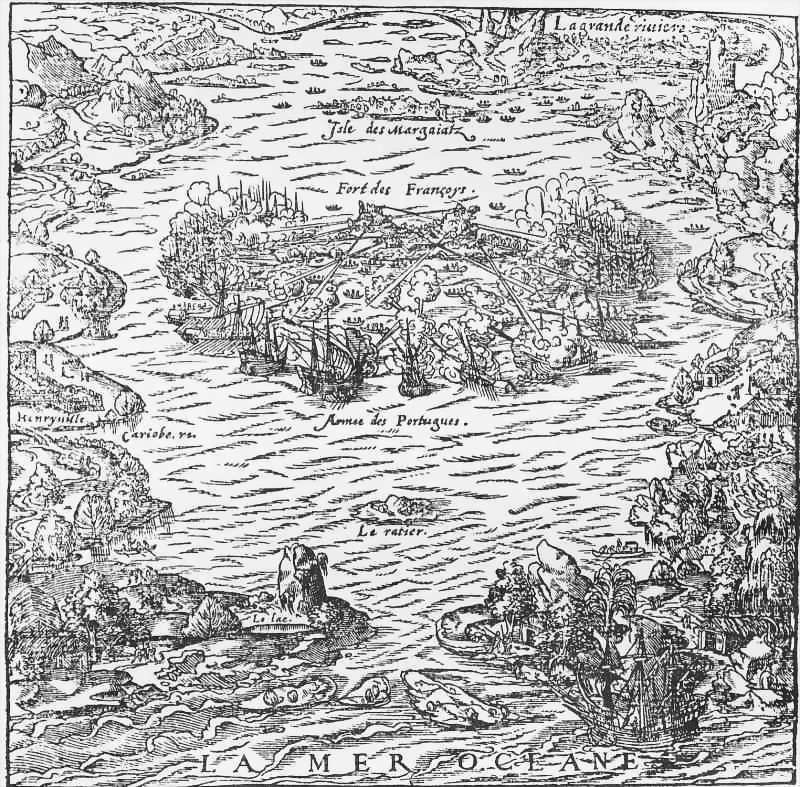
Batalla en la Bahía de Guanabara entre franceses y portugueses, en 15 de marzo de 1560, que culminó con la destrucción de la Fortaleza Coligny.

Para evitar esta ocupación y asegurar la posesión del territorio para la Corona de Portugal, el 1 de marzo de 1565, fue fundada la ciudad de Río de Janeiro, por Estácio de Sá constituyéndose la Capitanía Real de Río de Janeiro.

Mapa del Estado de Río de Janeiro, 1892. Archivo Nacional del Brasil.

Entre 1583 y 1623 la principal región productora de azúcar en el sur de Brasil se desplazó desde la Capitanía de São Vicente a la de Río de Janeiro, cerca de la bahía de Guanabara. A fines del siglo XVII había 120 grandes plantaciones de caña en la región. La ganadería y el cultivo de la caña de azúcar impulsaron el progreso, definitivamente asegurado cuando el puerto comenzó a exportar oro extraído de Minas Gerais, desde finales del siglo XVII. Inicialmente el oro era transportado desde las regiones mineras de Vila Rica, actual Ouro Preto, hasta el puerto de Paraty por el llamado Camino Viejo, pero la necesidad de una vía que llegase más rápido al litoral hizo con que fuera abierto el Camino Nuevo, que llegaba a la bahía de Guanabara muy cerca de la ciudad de Río de Janeiro.
En 1763, Río de Janeiro fue transformada en sede del Virreinato de Brasil y capital de la colonia. Con el traslado de la familia real portuguesa hacia Brasil en 1808, también en la época de la ocupación de la península ibérica por Napoleón Bonaparte, la región fue muy beneficiada con reformas urbanas para albergar a la Corte portuguesa. De entre las mejoras, se destacan: la transferencia de órganos de administración pública y justicia, la creación de nuevas iglesias, hospitales, cuarteles, fundación del primer banco del país -el Banco do Brasil- y la Prensa Real. Durante los años siguientes también surgieron el Jardín Botánico, la Biblioteca Real (hoy Biblioteca Nacional) y la Academia Real Militar, antecesora de la actual Academia Militar das Agulhas Negras.

### Creación del municipio Neutro

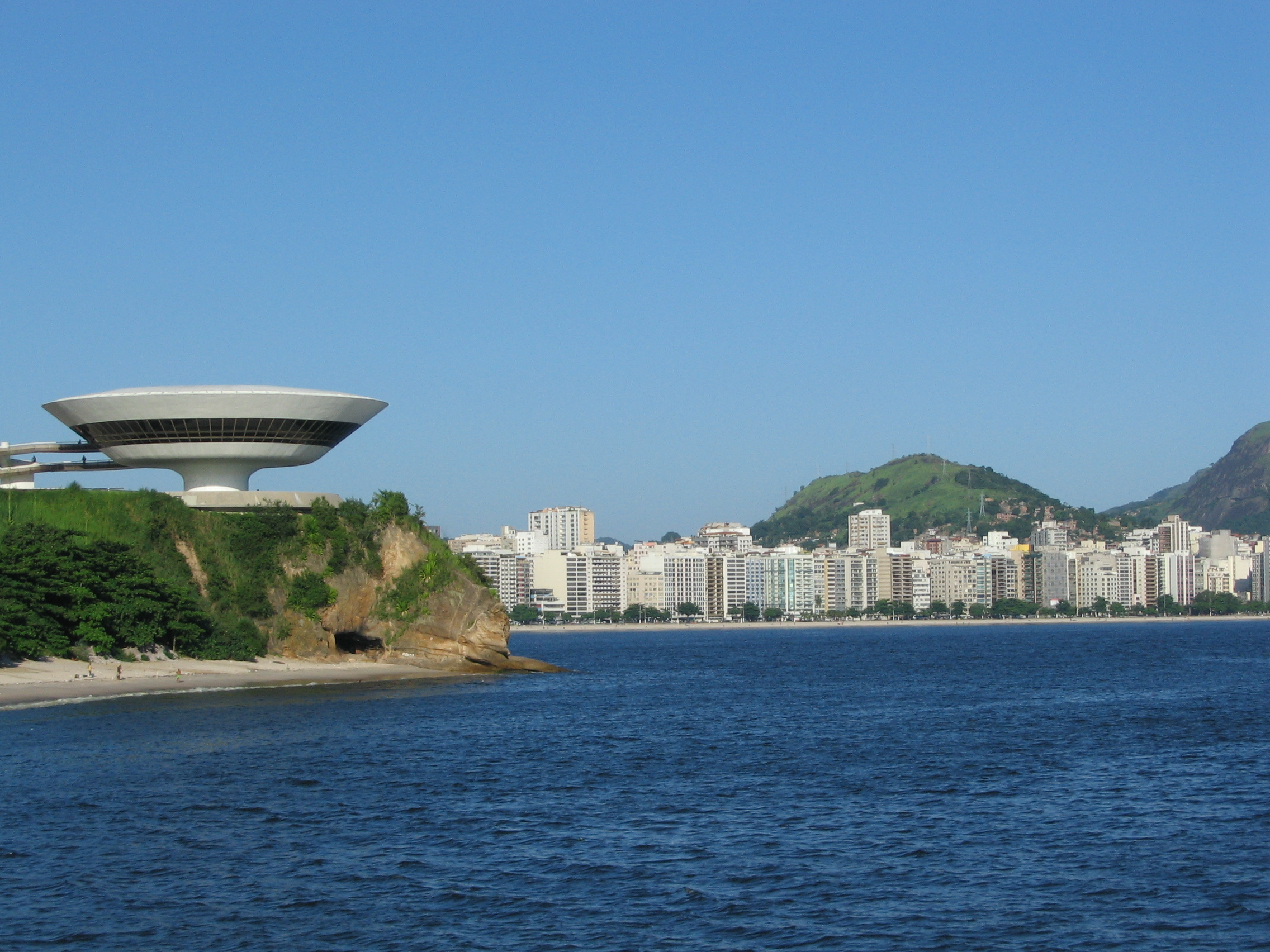
Niterói.

Después de la transferencia de la Corte portuguesa a la ciudad de Río de Janeiro, la autonomía que la provincia tanto aspiraba no fue alcanzada de la misma forma que en las demás, ya que su administración era confiada al ministro del Reino, cargo que fue prácticamente un sustituto para el de virrey con relación a Río de Janeiro.
Además, Río era la capital del imperio, y un ministro gobernaba la provincia entera por medio de decretos dirigidos a las Cámaras Municipales de las otras ciudades. Estas crecían rápidamente, debido al aumento en el cultivo de café, que ya superaba la fuerza del plantío de caña en el norte de la provincia.

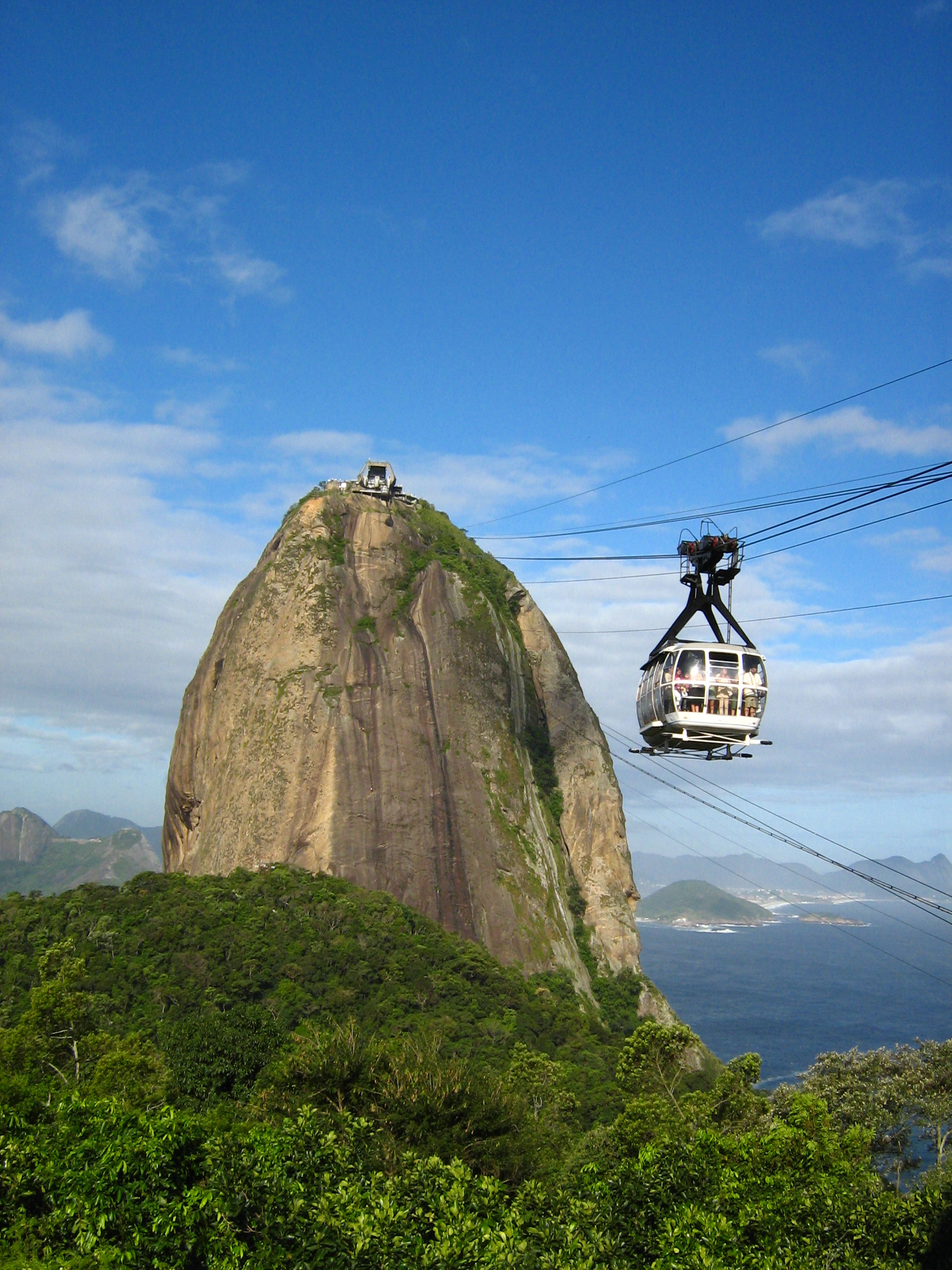
Pan de Azúcar.

Estas diferencias con relación a la demás unidades administrativas del país hicieron que el año de 1834, la ciudad de Río fuera transformada en Municipio Neutro, permaneciendo como capital del país. La Provincia de Río de Janeiro pasó a tener la misma organización político administrativa de las demás, y su capital pasó a ser Vila Real da Praia Grande, localidad bautizada en 1835 como Niterói.
Después de la edición de la Ley Complementaria n.º 20 en 1974, firmada por el presidente Ernesto Geisel, se fundieron los estados de la Guanabara y de Río de Janeiro el 15 de marzo de 1975. La capital del nuevo estado (que mantuvo el nombre de Río de Janeiro) pasó a ser la Ciudad de Río de Janeiro, volviéndose a la situación político-territorial anterior a 1834, año de la creación del municipio Neutro. Los símbolos del antiguo Estado del Río de Janeiro se conservaron, mientras los de Guanabara pasaron a ser los la capital, de Río de Janeiro.

## Geografía

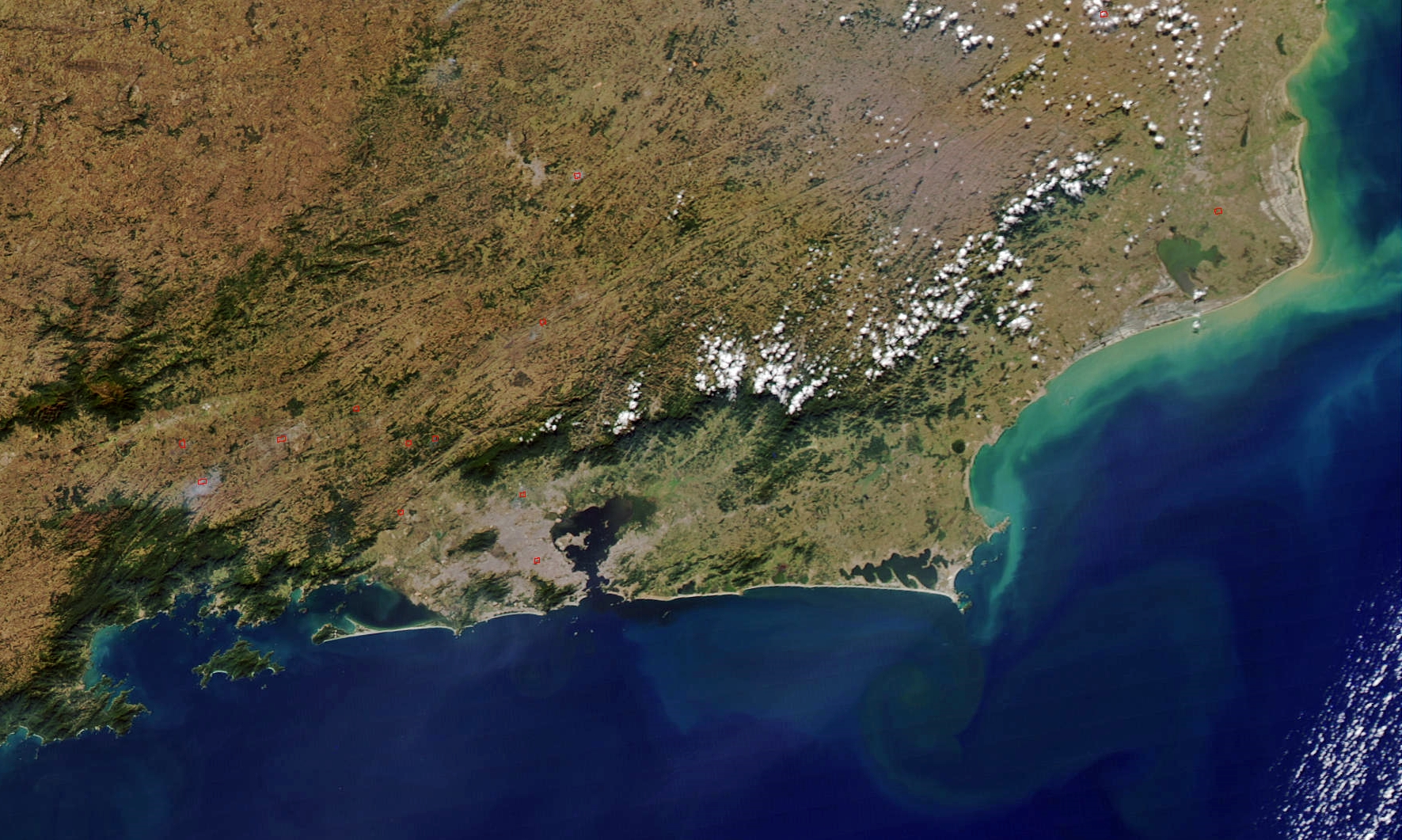
Imagen satelital del estado de Río de Janeiro.

El estado tiene una superficie de 43 766,6 km², que en términos de extensión es similar a la de Dinamarca. El estado es cruzado por bajadas y montañas paralelas al litoral. En el sur del estado, las montañas quedan más cerca del mar, en las ciudades de Parati y Angra dos Reis. Cerca de la capital del estado, la ciudad de Río de Janeiro, el relieve se escampa en una extensa planicie drenada por ríos, llamada Baixada Fluminense. Esta región es cruzada por la carretera Presidente Dutra, que comunica a las ciudades de Río de Janeiro y São Paulo. La Baixada Fluminense tiene diversas industrias, pero la mayoría de su población trabaja en la ciudad de Río de Janeiro.
No muy lejos de la ciudad de Río de Janeiro hay tres ciudades con clima de montaña, un poco más frías en invierno: las ciudades de Petrópolis, Teresópolis y Nova Friburgo, ubicadas en la región de la Serra dos Órgãos. Ya en la división de los estados de Río de Janeiro, São Paulo y Minas Gerais hay otras dos ciudades de montaña: Itatiaia y Penedo. Estas ciudades son un destino turístico elegido por los cariocas que buscan un clima más fresco lejos de las playas, pero también cerca de la capital del estado.

## Clima

Río de Janeiro según la clasificación climática de Köppen.

En el estado de Río de Janeiro predominan los climas tropicales (en las tierras bajas) y los climas tropicales de altura (en las tierras altas). En la región metropolitana de Río de Janeiro predomina el clima tropical semihúmedo, con lluvias abundantes en verano, inviernos muy calurosos y secos, con temperaturas suaves. La temperatura media anual oscila entre 22 °C y 24 °C y la precipitación pluvial oscila entre 1000 y 1500 mm por año. En los puntos más altos de la comarca de la Serrana, observamos el clima tropical de altura, pero con veranos algo calurosos y lluviosos e inviernos fríos y secos. La temperatura media anual es de 16 °C. En la mayor parte de la Serra Fluminense, el clima también es tropical en las elevaciones más altas, pero con veranos que varían entre calurosos y templados y mayormente lluviosos, e inviernos fríos y secos, con fuertes lluvias, que se acercan a los 2.500 mm por año en algunas regiones.
En las Baixadas Litorâneas, la famosa Región de los Lagos, el clima es tropical marítimo, con una media anual de alrededor de 24 °C con veranos moderadamente calurosos pero templados debido al viento marino e inviernos templados. Debido al viento frío traído por la Corriente de las Malvinas, esta región es una de las más secas del sureste, con precipitaciones anuales de alrededor de 750 mm solo en municipios como Arraial do Cabo, Armação dos Búzios y São Pedro da Aldeia, y no más de unos 1.100 mm en las localidades más lluviosas de la comarca, como Saquarema por ejemplo. Ocasionalmente, pueden ocurrir nevadas en las partes más altas de la Serra da Mantiqueira, dentro de los límites del Parque Nacional de Itatiaia. En 1985 se registraron fuertes nevadas cerca de esta cumbre, con acumulaciones de un metro en ciertos puntos.

## Demografía

### Población histórica del Estado
| Población Histórica del Estado de Río de Janeiro | Población Histórica del Estado de Río de Janeiro | Población Histórica del Estado de Río de Janeiro |
| Año                                              | Habitantes                                       | Fuente                                           |
| ------------------------------------------------ | ------------------------------------------------ | ------------------------------------------------ |
| 1872                                             | 1 057 696                                        | Censo brasileño de 1872                          |
| 1890                                             | 1 399 535                                        | Censo brasileño de 1890                          |
| 1900                                             | 1 737 478                                        | Censo brasileño de 1900                          |
| 1920                                             | 2 717 244                                        | Censo brasileño de 1920                          |
| 1940                                             | 3 611 998                                        | Censo brasileño de 1940                          |
| 1950                                             | 4 674 645                                        | Censo brasileño de 1950                          |
| 1960                                             | 6 709 891                                        | Censo brasileño de 1960                          |
| 1970                                             | 9 110 324                                        | Censo brasileño de 1970                          |
| 1980                                             | 11 489 797                                       | Censo brasileño de 1980                          |
| 1991                                             | 12 783 761                                       | Censo brasileño de 1991                          |
| 2000                                             | 14 367 083                                       | Censo brasileño de 2000                          |
| 2010                                             | 15 989 929                                       | Censo brasileño de 2010                          |
| 2022                                             | 16 054 524                                       | Censo brasileño de 2022                          |

| Gráfica histórica de la evolución demográfica del Estado de Río de Janeiro (Según los censos de población y Proyección de 2020) |
| --- |
| |

En el estado vivían 15 989 929 personas en 2010, lo que representaba el 8,38 % del total de habitantes del país. En 2000 tenía el 8,48 % de la población de Brasil. Entre 2000 y 2010 experimentó un crecimiento poblacional intercensal del 11,13 %.
|                 | 1940      | 1950      | 1960      | 1970      | 1980       | 1991       | 2000       | 2010       |
| Población total | 3.611.998 | 4.674.645 | 6.649.646 | 8.994.802 | 11.291.520 | 12.807.706 | 14.391.282 | 15.989.929 |
| Hombres         | 1.811.738 | 2.323.227 | 3.291.879 | 4.409.066 | 5.522.399  | 6.177.601  | 6.900.335  | 7.625.679  |
| Mujeres         | 1.800.260 | 2.351.418 | 3.357.767 | 4.585.736 | 5.769.121  | 6.630.105  | 7.490.947  | 8.364.250  |

El estado de Río de Janeiro tiene en Rio das Ostras el segundo municipio del país que más creció entre los censos de 2000 y 2010, ya que pasó de 36 419 habitantes a tener 105 757 pobladores, lo que representa una variación intercensal de +190,39 %.
Asimismo, el municipio fluminense de Niterói es el quinto del país en la lista de los que tienen mayor proporción de mujeres, con un 53,69 % de población residente de sexo femenino.
|                         | 1940      | 1950      | 1960      | 1970      | 1980      | 1991      | 2000      |
| Católica                | 3.282.034 | 4.131.726 | 5.899.581 | 7.744.509 | 9.103.538 | 8.616.844 | 8.185.409 |
| Evangélica              | 112.462   | 199.612   | 351.155   | 636.290   | 930.780   | 1.547.436 | 3.025.584 |
| Espiritistas            | 117.426   | 188.276   | 234.387   | 326.577   | 420.942   | 502.784   | 397.365   |
| Otra                    | 53.412    | 54.409    | 71.327    | 97.383    | 244.614   | 266.453   | 445.610   |
| Sin relig./sin declarar | 46.664    | 100.622   | 93.196    | 190.043   | 591.757   | 1.873.664 | 2.266.302 |

|              | 1940        | 1950        | 1960        | 1970        | 1980        | 1991        | 2000        | 2010      |
| Blancos      | 2.360.230   | 3.033.751   | 4.380.520   | (sin datos) | 6.840.996   | 7.022.303   | 7.766.393   | 7.583.047 |
| Negros       | 593.599     | 699.660     | 870.839     | (sin datos) | 1.218.465   | 1.303.633   | 1.575.461   | 1.978.681 |
| Pardos       | 649.268     | 924.456     | 1.380.493   | (sin datos) | 3.157.242   | 4.382.001   | 4.881.339   | 6.288.095 |
| Orientales   | 2.297       | 3.516       | 6.965       | (sin datos) | 12.597      | 16.479      | 30.599      | 122.838   |
| Indígenas    | (sin datos) | (sin datos) | (sin datos) | (sin datos) | (sin datos) | (sin datos) | (sin datos) | 15.894    |
| Sin declarar | 6.604       | 13.262      | 10.829      | (sin datos) | 62.331      | 82.781      | (sin datos) | 1.374     |

|         | 1940  | 1950   | 1960   | 1970   | 1980   | 1991   | 2000   | 2010   |
| Hab/km² | 82,34 | 106,57 | 152,97 | 205,06 | 257,42 | 291,98 | 328,08 | 365,23 |

|            | 2000      | 2005       | 2007       |
| Total      | 9.929.655 | 10.645.180 | 10.918.542 |
| Masculinos | 4.752.112 | 4.993.493  | 5.088.595  |
| Femeninos  | 5.137.197 | 5.626.336  | 5.806.655  |

La tasa de alfabetización de los pobladores del estado, incluyendo personas de 15 años o más, era del 93,36 % en el año 2000, 93,66 % en 2003 y 95,80 % en 2006. En 2010, la población residente alfabetizada de 15 años o más era de 12 064 878 (85,54 %).

### Municipios por población

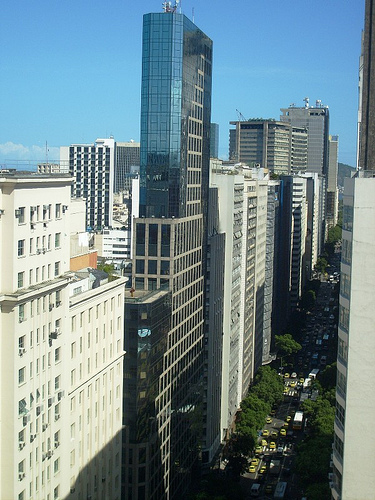
Edificios en Río de Janeiro

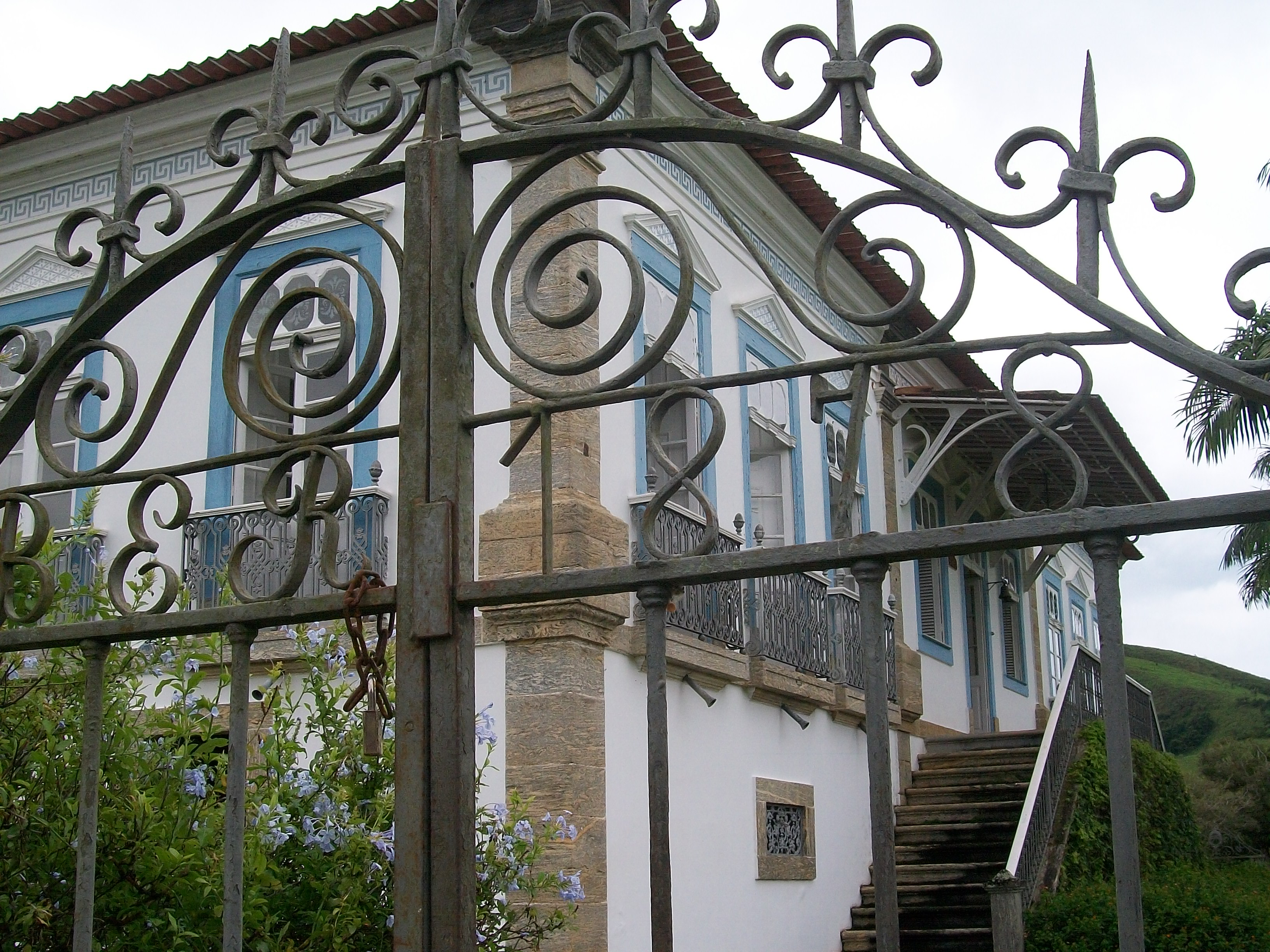
Casa histórica en Comendador Levy Gasparian

| Municipios más poblados | Región           | Habitantes |
| ----------------------- | ---------------- | ---------- |
| Río de Janeiro          | Metropolitana    | 6.289.473  |
| São Gonçalo             | Metropolitana    | 1.098.414  |
| Duque de Caxias         | Metropolitana    | 854.629    |
| Nova Iguaçu             | Metropolitana    | 795.718    |
| Niterói                 | Metropolitana    | 485.191    |
| Belford Roxo            | Metropolitana    | 469.075    |
| Campos dos Goytacazes   | Norte Fluminense | 461.879    |
| São João de Meriti      | Metropolitana    | 458.550    |

| Municipios menos poblados | Región                | Habitantes |
| ------------------------- | --------------------- | ---------- |
| Macuco                    | Serrana               | 5.267      |
| São José de Ubá           | Noroeste Fluminense   | 7.002      |
| Laje do Muriaé            | Noroeste Fluminense   | 7.487      |
| Comendador Levy Gasparian | Centro-Sul Fluminense | 8.180      |
| Rio das Flores            | Medio Paraíba         | 8.553      |
| São Sebastião do Alto     | Serrana               | 8.891      |
| Varre-Sai                 | Noroeste Fluminense   | 9.461      |
| Aperibé                   | Noroeste Fluminense   | 10.204     |

## Evolución político-administrativa
El estado de Río de Janeiro resultó de la fusión de los estados de Guanabara y Río de Janeiro, concretada el 15/03/1975. Se divide en 92 municipios, agrupados en ocho Regiones de Gobierno.
|                   | 1940 | 1950 | 1960 | 1970 | 1980 | 1990 | 1997 | 2001 |
| N.º de municipios | 51   | 57   | 62   | 64   | 64   | 70   | 91   | 92   |

### Municipios
Municipios de Río de Janeiro por población, basado en una estimación de IBGE para julio de 2006:
- Más de 1 000 000 de habitantes: Río de Janeiro.

- Más de 500 000 habitantes: São Gonçalo, Duque de Caxias, Nova Iguaçu.

- Más de 100 000 habitantes: Belford Roxo, Niterói, São João de Meriti, Campos dos Goytacazes, Petrópolis, Magé, Volta Redonda, Itaboraí, Mesquita, Macaé, Cabo Frío, Nova Friburgo, Barra Mansa, Angra dos Reis, Teresópolis, Nilópolis, Queimados, Resende, Maricá, Araruama, Itaguaí, Itaperuna, Barra do Piraí, Japeri.

- Más de 50 000 habitantes: Rio das Ostras, São Pedro da Aldeia, Seropédica, Três Rios, Valença, Saquarema, Cachoeiras de Macacu, Rio Bonito.

- Más de 25 000 habitantes: Guapimirim, São Francisco de Itabapoana, Paracambi, Santo Antônio de Pádua, Paraíba do Sul, São Fidélis, Paraty, Bom Jesus do Itabapoana, Itatiaia, Vassouras, Mangaratiba, São João da Barra, Tanguá, Casimiro de Abreu, Armação dos Búzios, Miracema, Arraial do Cabo, Bom Jardim, Paty do Alférez, Piraí, Miguel Pereira.

- Más de 10 000 habitantes: Itaocara, Iguaba Grande, Silva Jardim, Pinheiral, Cantagalo, São José do Vale do Rio Preto, Cordeiro, Conceição de Macabu, Papucaia, Río Claro, Mendes, Porciúncula, Quissamã, Carmo, Natividade, Porto Real, Sumidouro, Cambuci, Italva, Cardoso Moreira, Engenheiro Paulo de Frontin, Quatis, Areal, Duas Barras, Carapebus, Santa María Madalena.

- Más de 5000 habitantes: Trajano de Morais, Aperibé, São Sebastião do Alto, Comendador Levy Gasparian, Rio das Flores, Varre-Sai, Laje do Muriaé, São José de Ubá, Macuco.

### Regiones de Gobierno
- Región Metropolitana (capital estatal: Río de Janeiro)
- Región Noroeste Fluminense
- Región Norte Fluminense
- Región Serrana
- Región de las Baixadas Litorâneas
- Región del Medio Paraíba
- Región Centro-Sul Fluminense
- Región de la Costa Verde

## Política
En la década de 1970, con el traslado de la capital a Brasilia, Río de Janeiro pasó a ser uno de los peores estados del país en términos de dinamismo económico. No hubo discusión política sobre el rumbo de la ciudad después de que dejó de ser la capital del país. “Río de Janeiro era una bolsa de trabajo para los políticos de todo Brasil. Todos referían a un amigo, a un familiar para que tomara un trabajo en el Distrito Federal”, dice Marieta de Moraes Ferreira, profesora de historia de la UFRJ. Gobernadores y alcaldes de izquierda como Leonel Brizola, Saturnino Braga, Marcello Alencar, César Maia, Anthony Garotinho y Benedita da Silva, entre otros, ayudaron a ahuyentar a muchas industrias que aún existían en el estado. Combinado con la incitación a las favelas, donde Brizola dijo por ejemplo que "la favela no es un problema, la favela es una solución", la capital se ha deteriorado en pocas décadas, arrastrando al estado. El estado aún se mantiene como el mayor productor de petróleo de Brasil (80% del total), donde regalías y participaciones especiales aportaron al estado 4,2 mil millones de reales en 2014, cuando el barril de petróleo llegó a $93,48. Pero los ingresos petroleros, utilizados por el gobierno para pagar deudas financieras, incluida la nómina de trabajadores inactivos, cayeron a 1.600 millones de reales. El precio internacional del barril cayó a 50,48 USD en 2016 y alcanzó un mínimo de 28 USD. Petrobras se ha convertido en el objetivo de la mayor operación anticorrupción de Brasil, con gobernadores como Sérgio Cabral y Pezão, vinculados al izquierdista Luis Inácio Lula da Silva, rechazando inversiones que debían estar a la vanguardia de la exploración presalina. Aun cuando los municipios estatales recibieron millones de reales en regalías, los gastos públicos se utilizaron para mejoras marginales, para embellecimiento, como pisos de porcelanato, monumentos con forma de ballena, sin generar ingresos ni empleos para la gente. Los líderes políticos son culpados por la falta de un plan unificado para la economía de Río de Janeiro.

## Salud
El estado es uno de los mejor atendidos en el país en términos de servicios médicos. Existe una extensa red de hospitales federales, estatales y municipales, además de clínicas y unidades de atención más pequeñas repartidas por las regiones. Una clasificación de 2017 enumeró la salud de la capital del estado como la décima mejor de la nación; Resende ocupó el puesto 13 y Três Rios el puesto 15, entre otras ciudades.
Algunos de los hospitales más conocidos incluyen: los hospitales federales Instituto Nacional del Cáncer (INCA), Instituto Nacional de Traumatología y Ortopedia (INTO), Instituto Nacional de Cardiología (INC), Hospital Federal de Jacarepaguá (Cardoso Fontes), Hospital Federal de Andaraí, Hospital Federal de Bonsucesso, Hospital Federal de Lagoa, Hospital Federal de Ipanema, Hospital Federal de Servidores del Estado, los hospitales estatales de Rio Getúlio Vargas y Carlos Chagas en la capital, Adão Pereira Nunes en Duque de Caxias, los hospitales municipales Paulino Werneck y Philippe Pinel en la capital, entre otros.
La capital carioca también cuenta con una extensa red de hospitales privados entre los mejores del país, como los hospitales D'or en los barrios de Barra da Tijuca, Copacabana, Glória, Quinta da Boa Vista, Cascadura, Bangu y en la ciudad de Niterói y Duque de Caxias; Hospital Samaritano, Hospital São Vicente de Paulo, Hospital Vitória, Hospital Badim, Hospital São Lucas, Hospital da Gamboa, Hospital Ordem do Carmo, entre otros.
En 2022, el Hospital Universitario Clementino Fraga Filho de la capital recibió el Centro Nacional de Trasplantes Complejos (CNTc), el primer centro de esta magnitud en el país ofrecido por el Sistema Único de Salud (SUS), con capacidad para realizar trasplantes complejos procedimientos, como trasplantes combinados, trasplantes contra barreras inmunológicas y el desarrollo de un programa de rehabilitación intestinal, incluyendo trasplante intestinal y multiorgánico.
| Año  | Camas/1000 hab. | Media de Brasil |
| 1992 | 3,81            | 3,11            |
| 1999 | 3,58            | 2,87            |
| 2002 | 2,91            | 2,50            |

| Año  | Médicos/1000 hab. | Media de Brasil |
| 1992 | 3,54              | 2,03            |
| 1999 | 3,98              | 2,55            |
| 2002 | 4,11              | 2,64            |

## Economía

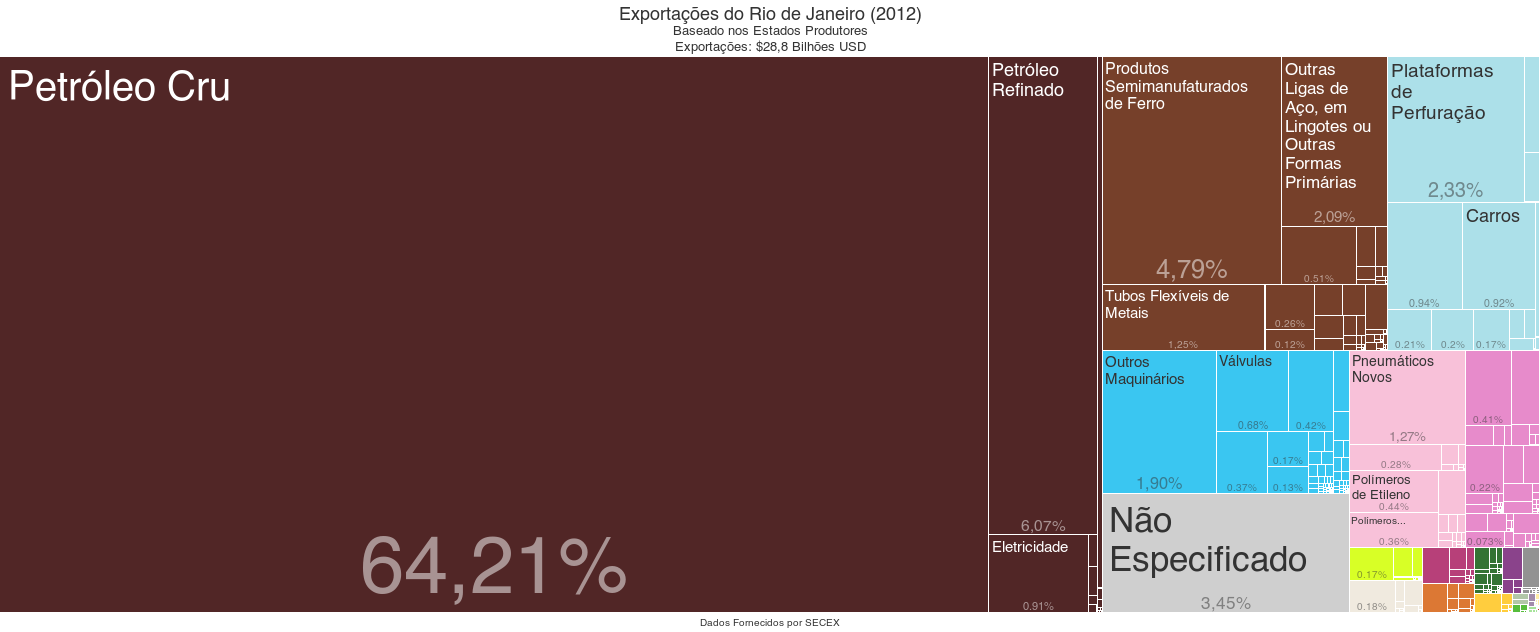
Exportaciones de Río de Janeiro en 2012, con destaque para la extracción de petróleo

Gran parte de la economía del Estado de Río de Janeiro se basa en la prestación de servicios, con una gran participación de la industria y poca influencia del sector agrícola, que representa sólo el 0,4% del producto interior bruto.

### Agricultura
En el pasado, la caña de azúcar y luego el café tuvieron un gran impacto en la economía de Río de Janeiro. El área alrededor de Campos dos Goytacazes fue la más afectada por la caída de la caña de azúcar: a principios del siglo XX, Campos tenía 27 ingenios en funcionamiento y, a lo largo del siglo, fue uno de los mayores productores de Brasil, sin embargo, en 2020, solo dos ingenios azucareros estaban operando en la ciudad. El estado, que cosechó alrededor de 10 millones de toneladas en la década de 1980, alcanzó solo 1 millón de toneladas en 2017, cuando comenzó a recuperarse, cosechando 1,8 millones de toneladas en la zafra 2019/20.. En el campo agrícola, el Estado de Río se destaca actualmente por algunos productos, como la piña, donde es el 4.º productor del país (116 millones de frutas en 2019), que se produce en las ciudades de São Francisco de Itabapoana, São João da Barra, Campos dos Goytacazes y Quissamã. Tiene pequeñas producciones de yuca (216 mil toneladas en 2019, lugar 20 del país), plátano (76 mil toneladas en 2019, lugar 20 del país), naranja (68 mil toneladas en 2019, lugar 10 del país), mandarina (37 mil toneladas en 2019, 5° lugar del país), limón (20 mil toneladas en 2019, 5° lugar del país) y caqui, donde tiene el 6% de la producción nacional, siendo el 4° lugar del país. El estado también fue un importante productor de cocos, en las regiones de Quissamã y Región de los Lagos, y en 2009 era el 7.º productor nacional, pero entre 2010 y 2020 varios productores abandonaron la actividad.

### Industria

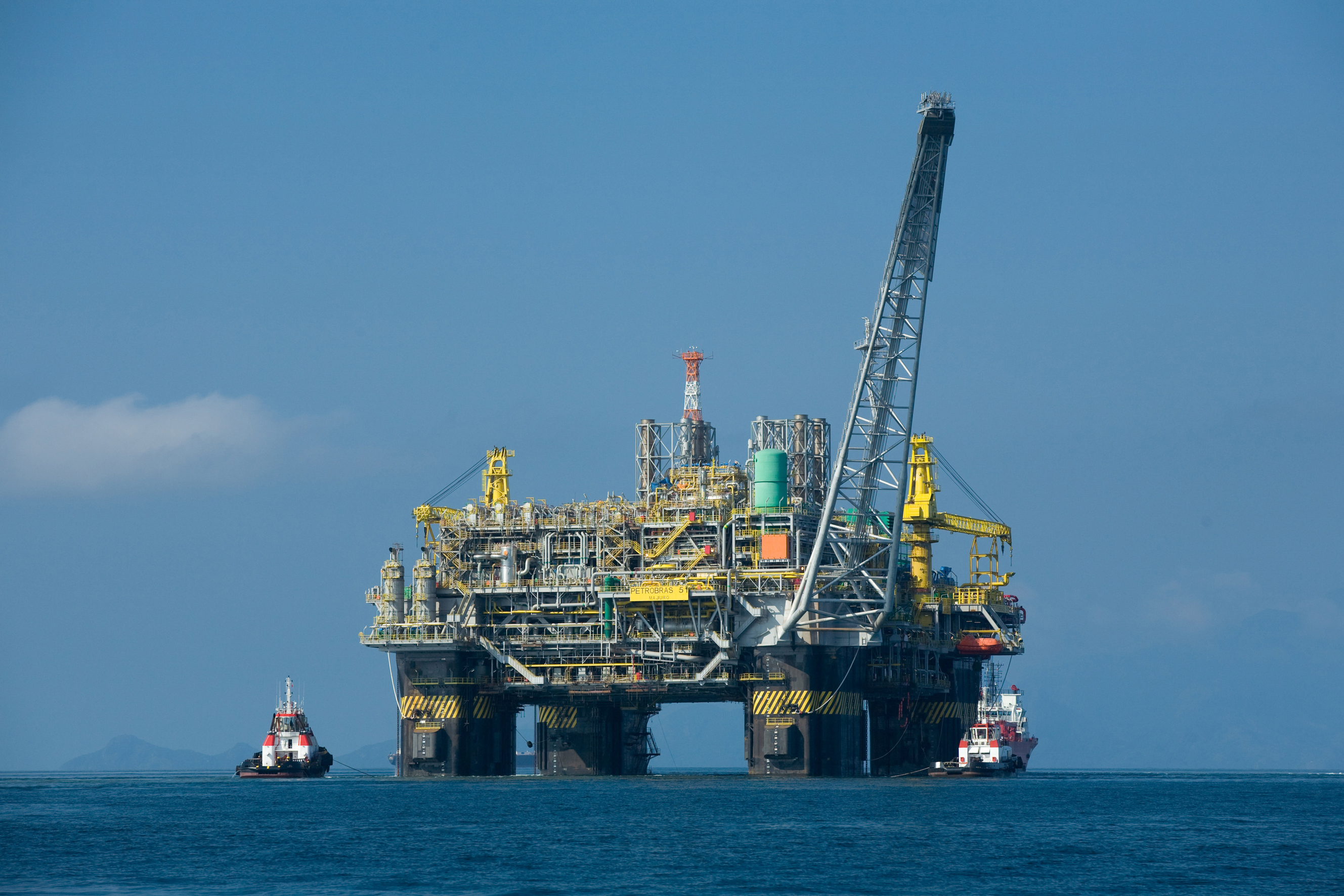
Plataforma petrolera P-51 de Petrobras en la Cuenca de Campos.

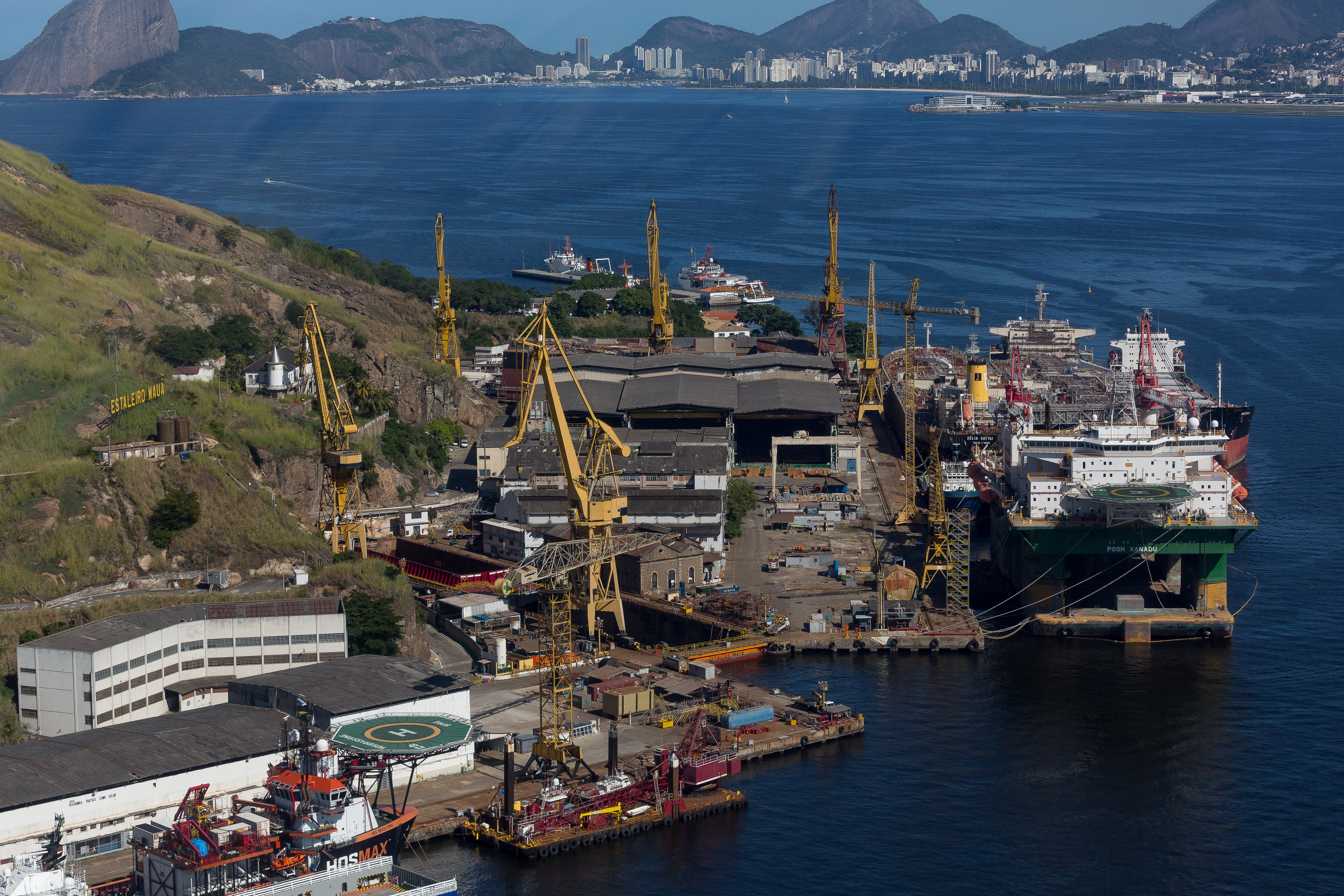
Imagen aérea del astillero Mauá, en Niterói.

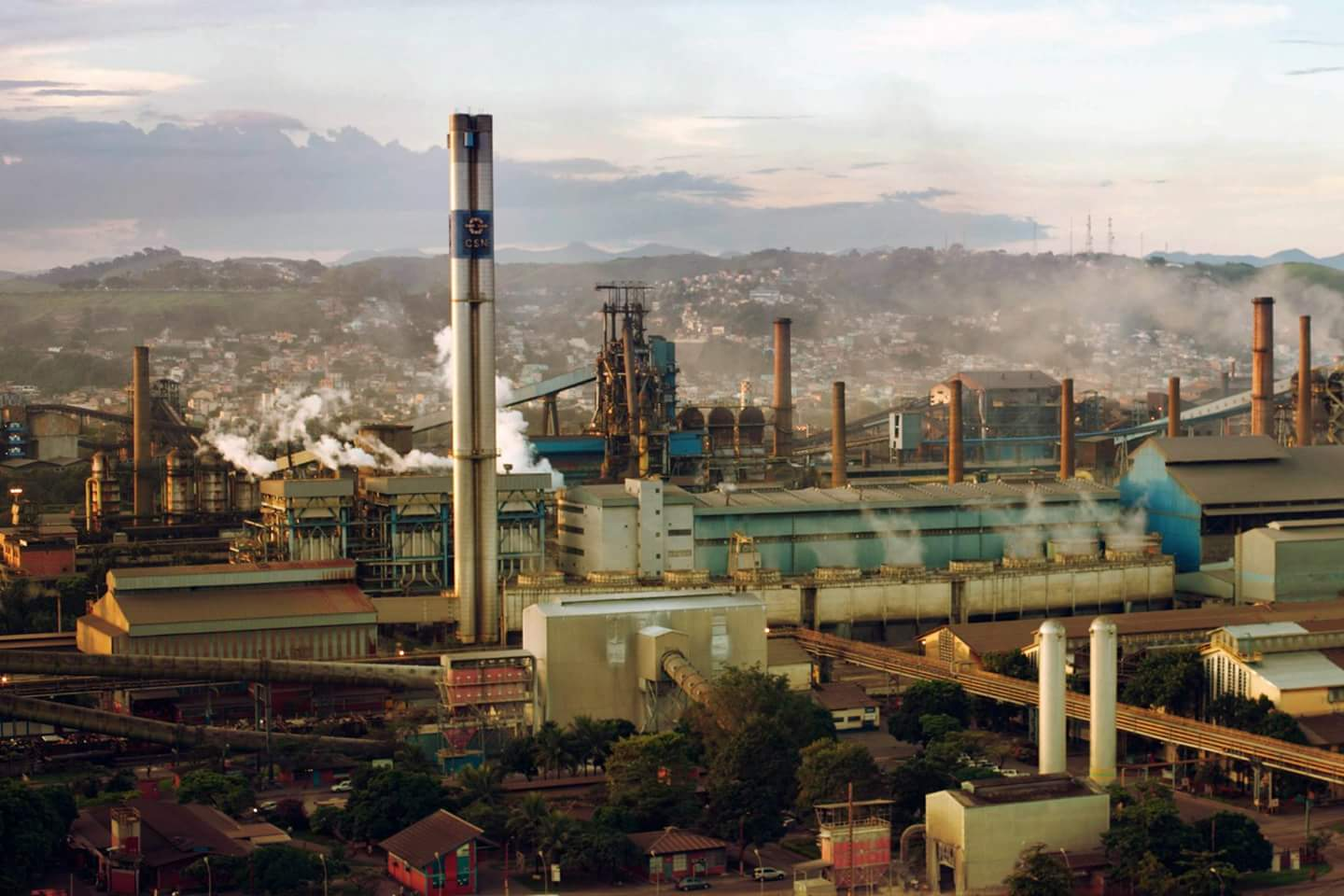
Companhia Siderúrgica Nacional a Volta Redonda.

Es el segundo estado más desarrollado económicamente del país, con un producto interno bruto superior a la de países como Colombia, Portugal y Grecia.
En 2018, Río de Janeiro tenía un PIB industrial de R$ 150 mil millones, equivalente al 11,4% de la industria nacional y empleaba a 580.334 trabajadores en la industria. Los principales sectores industriales de Río son: Extracción de Petróleo y Gas Natural (25,9%), Derivados del Petróleo y Biocombustibles (18,7%), Construcción (15,5%), Servicios Públicos Industriales, como Energía Eléctrica y Agua (10,6%), y Metalurgia (4,2%). Estos 5 sectores concentran el 74.9% de la industria estatal.
El estado del Río de Janeiro tiene un antiguo pero importante parque industrial, concentrado en el Valle del Río Paraíba do Sul (en las ciudades de Resende, Porto Real, Volta Redonda, y Barra Mansa) y en la región de la Bajada Fluminense (Nova Iguaçu, Duque de Caxias y Belford Roxo). Una de las más conocidas industrias del estado es la Compañía Siderúrgica Nacional (CSN), productora de acero situada en Volta Redonda. En Porto Real se sitúa una fábrica de Peugeot, y en Resende hay una fábrica de camiones de la Volkswagen. También es de importancia la industria naval en las ciudades de Río de Janeiro y Niterói. En la Bajada Fluminense se destaca la refinación de petróleo y la industria petroquímica en la ciudad de Duque de Caxias. En Belford Roxo está ubicada la compañía farmacéutica Bayer
Es el único estado de Brasil que cuenta en su parque energético con usinas termonucleares, Angra I y II, en el municipio de Angra dos Reis.

### Extracción mineral
El estado do Río de Janeiro es el mayor productor de petróleo y gas natural de todo el país, gracias a la llamada Bacia de Campos, un yacimiento submarino situado en la costa, próximo a la ciudad de Campos. En 2006, la producción de petróleo en Campos representó el 84 % del total de Brasil y el 46 % del gas producido en el país. Gracias a estos números, Brasil es casi autosuficiente en petróleo crudo.
Otra gran producción en el estado es la de sal marina, en las ciudades de Cabo Frío y Araruama.

### Empleo
|      | Total     | Industria | Construcción civil | Comercio | Servicios | Administración pública | Agropecuaria |
| 1991 | 2.785.572 | 536.796   | 108.802            | 373.814  | 987.886   | 523.954                | 11.145       |
| 2002 | 2.922.463 | 363.196   | 111.003            | 526.166  | 1.284.203 | 614.796                | 23.099       |

## Turismo

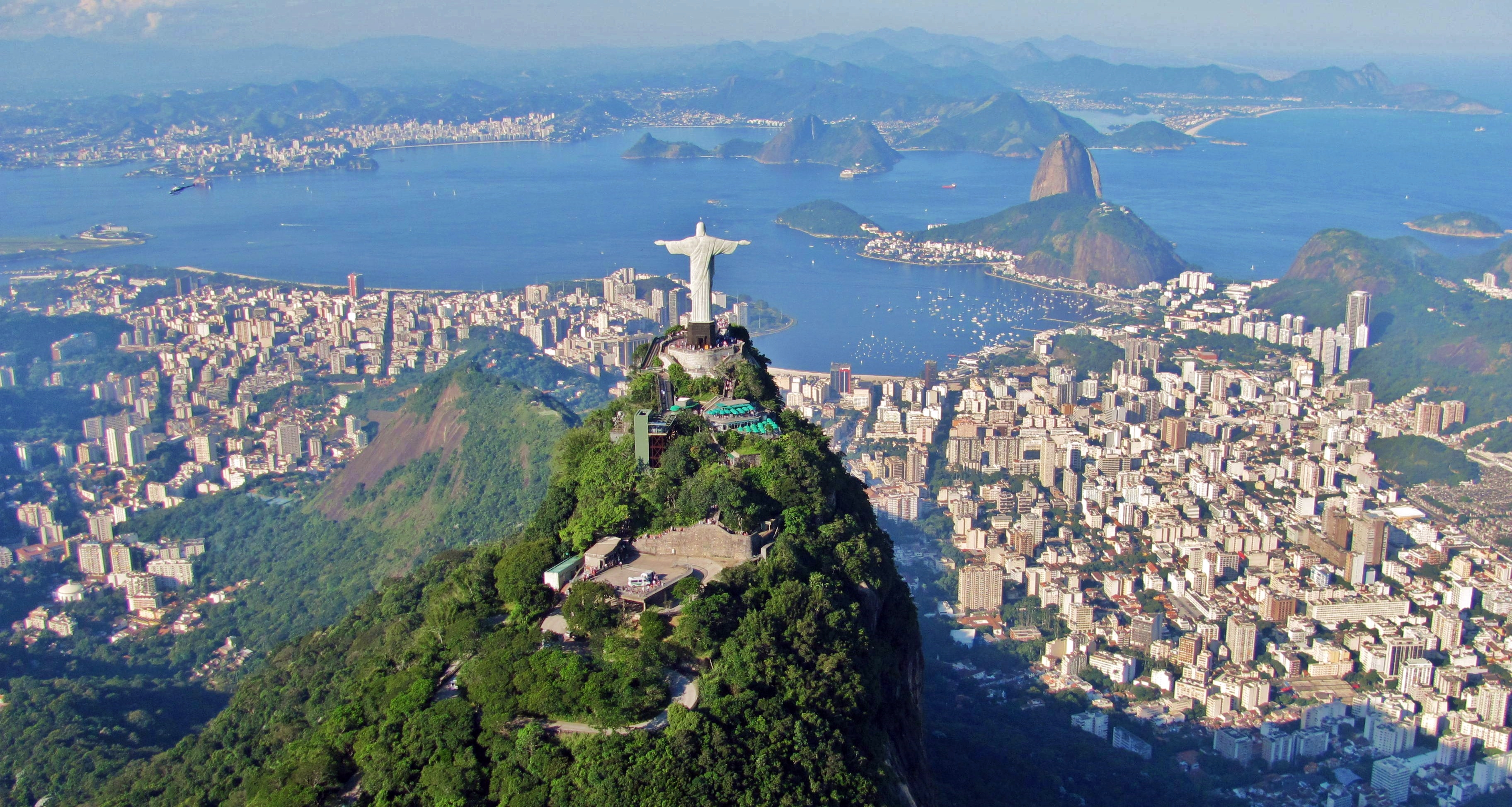
Río de Janeiro.

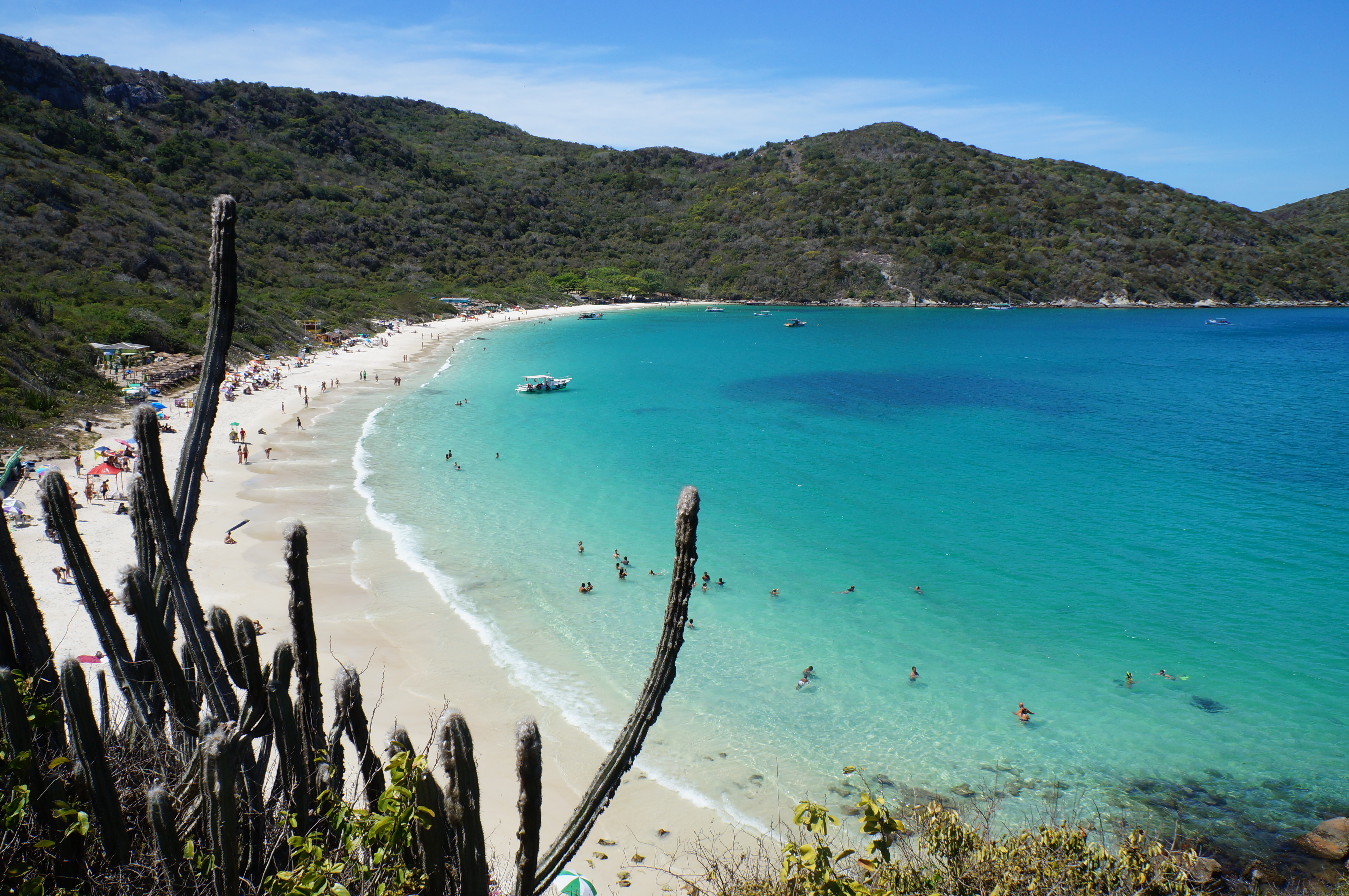
Arraial do Cabo.

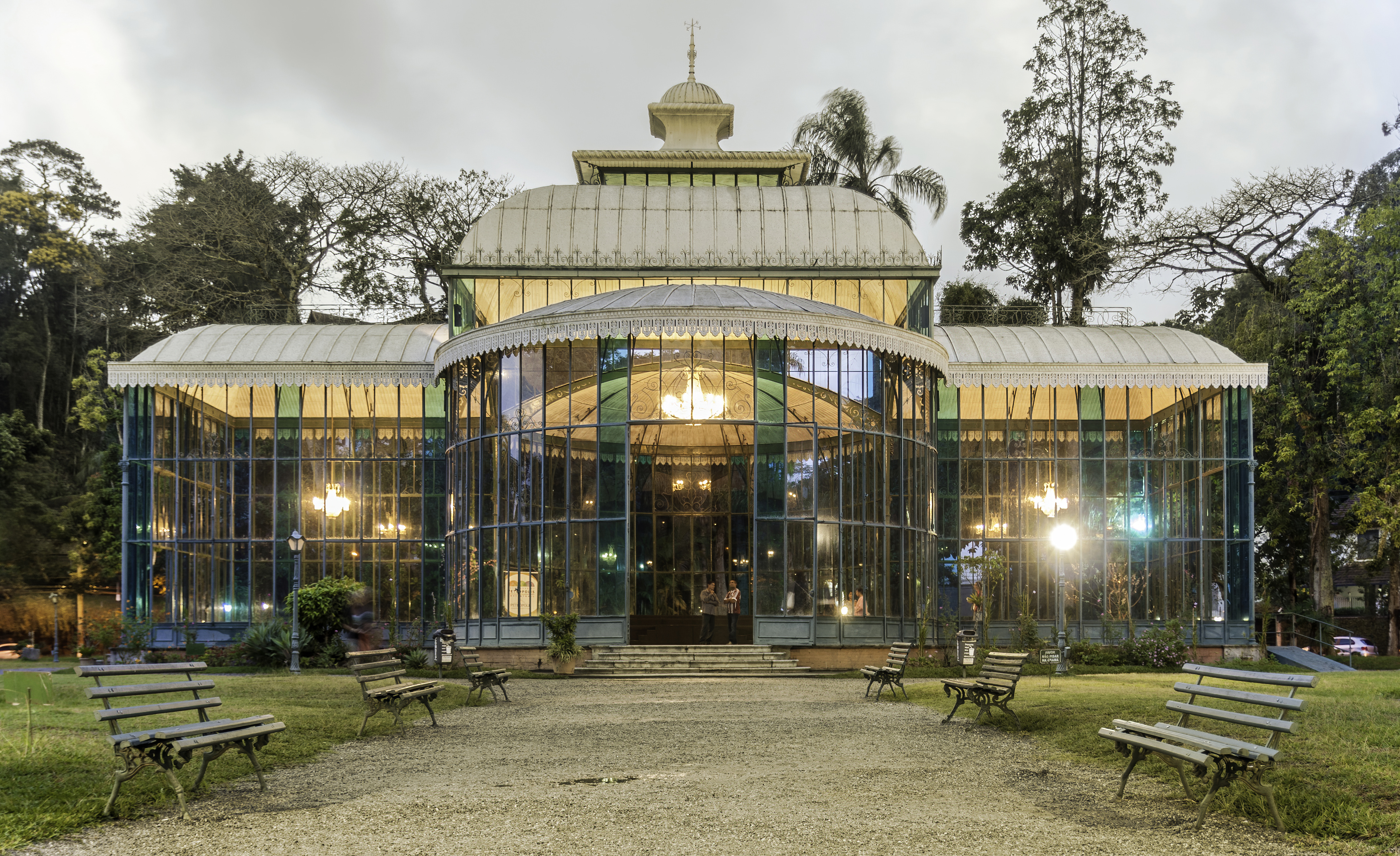
Palacio de Cristal en Petrópolis.

Una de las más destacadas actividades económicas del estado es el turismo. El flujo turístico más importante está dirigido a la capital del estado, por sus playas (Leme, Copacabana, Leblon, Ipanema, Barra da Tijuca), por el Cristo Redentor y el cerro Pan de Azúcar, Laguna Rodrigo de Freitas, Bosque de Tijuca, Quinta de Boa Vista, Jardim Botânico y Estadio Maracaná. Otras ciudades litorales destacadas son:
- Paraty y Angra dos Reis, que se encuentran entre las 10 ciudades más visitadas del país, situadas al sur del estado, y sus playas e islas.[43]
- Cabo Frío, Arraial do Cabo y Búzios, al este de la ciudad del Río de Janeiro, situadas en la llamada Región de los Lagos.

Ciudades de montaña con importante flujo turístico:
- Petrópolis, antiguo refugio del emperador Pedro II de Brasil, ubicada 70 km de Río de Janeiro.[44]
- Teresópolis, ubicada 800 metros sobre el nivel del mar y bautizada en homenaje a la esposa de Pedro II, la emperatriz Tereza Cristina.
- Nova Friburgo, fundada por inmigrantes suizos al comienzo del siglo XIX. Hoy también conocida como la capital de la lencería por sus pequeñas industrias familiares.
- Itatiaia situada cerca del parque nacional de Itatiaia, una de las más antiguas reservas nacionales de Brasil.
- Penedo: un pequeño distrito de la ciudad de Itatiaia, fundado por inmigrantes finlandeses alrededor de 1929. Es famosa por su paisaje, sus cultivos de trucha, su culinaria y sus locales de turismo ecológico.

El Estado de Río de Janeiro tuvo en 2005 tres de las quince ciudades más visitadas de Brasil por motivos de esparcimiento: Río de Janeiro (la ciudad que más turistas recibe en el país, con el 31,5 % del total de Brasil), Armação dos Búzios (5,4 %) y Parati (2,2 %).
Según datos de Embratur, en 2003 el estado de Río de Janeiro recibió 629 508 turistas internacionales, mientras que el número de turistas domésticos fue de 3 826 203. En 2005 había registradas 1253 agencias de viajes (el 13,72 % de todo el país) y 6306 guías turísticos (el 36,42 % de Brasil).
| Año                      | 2007      | 2008      | 2009      | 2010      | 2011      | 2012      |
| Total Brasil             | 4.810.000 | 5.100.000 | 5.310.000 | 4.770.000 | 3.780.000 | 4.090.000 |
| Estado de Río de Janeiro | 734.026   | 806.963   | 817.900   | 930.111   | 738.757   | 629.508   |

## Infraestructura

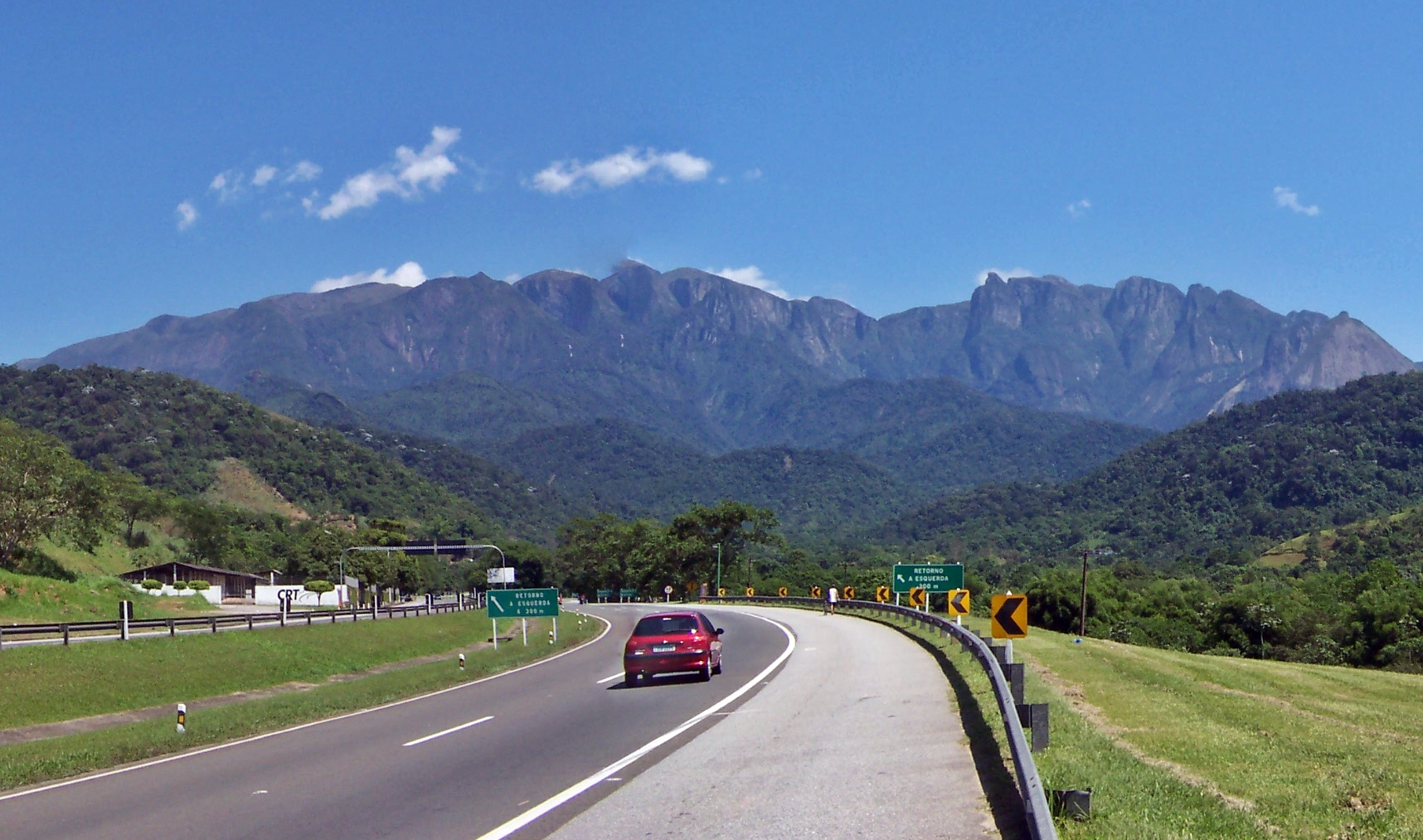
BR-116 a Guapimirim, Río de Janeiro, la carretera más larga del país, con 4385 km de extensión.

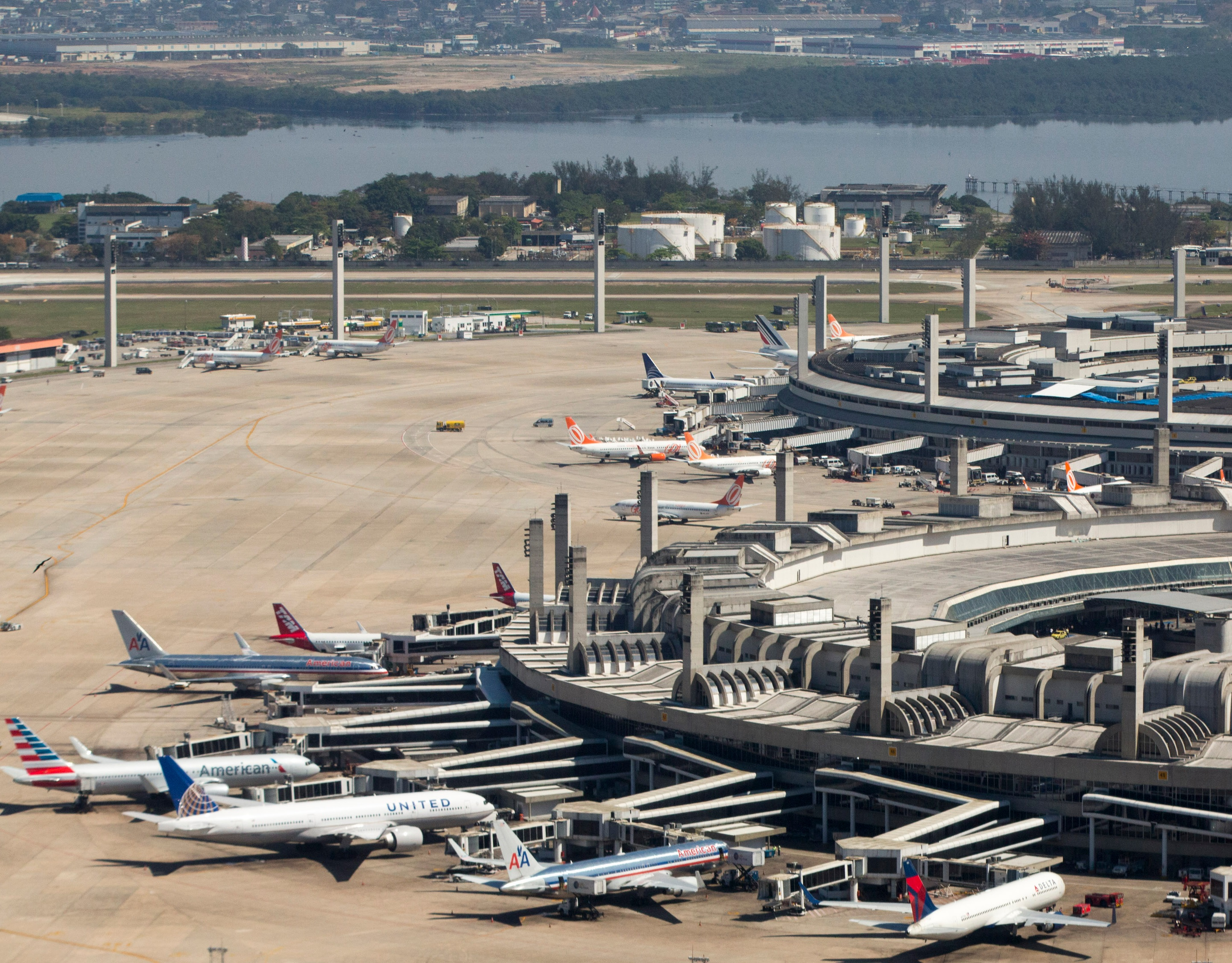
Aeropuerto Internacional de Río de Janeiro.

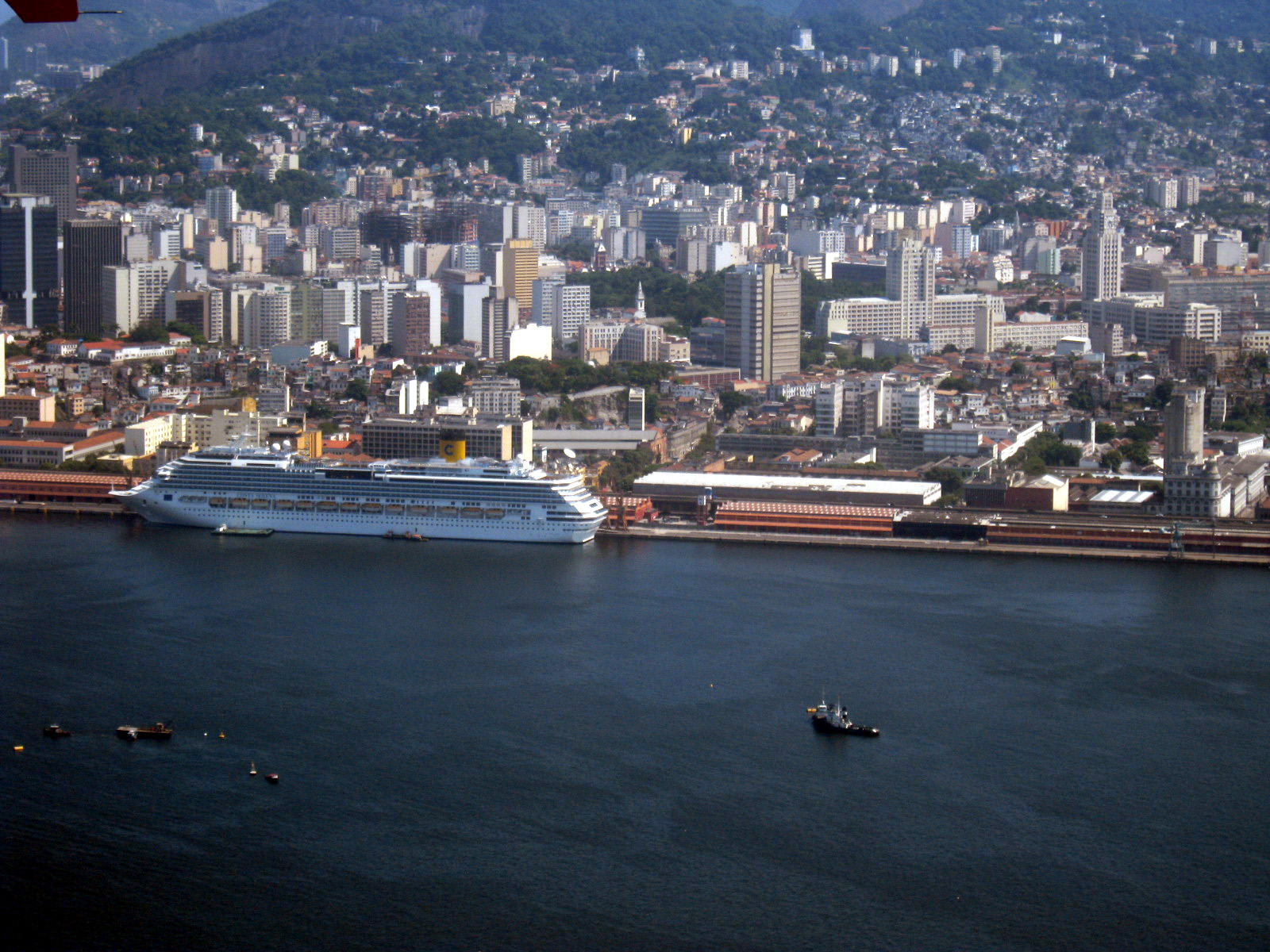
Puerto de Río de Janeiro.

El estado de Río de Janeiro es uno de los mejores del país en términos de infraestructura, aunque tiene algunas deficiencias, principalmente debido a su relieve montañoso. En el sector de carreteras, existen cerca de 800 km de carreteras duplicadas, siendo la carretera principal la BR-101, luego la BR-116. La Rodovia Presidente Dutra, nombre dado a la BR-116 en el tramo que conecta las 2 principales ciudades del país (São Paulo a Río), pasando por Volta Redonda, Barra Mansa y Resende, fue la primera carretera duplicada del país, en 1967. el tramo de la BR-101 es el que conecta la capital con la frontera con Espírito Santo, pasando por importantes localidades como Niterói, bordeando Cabo Frio y Búzios, luego Macaé y finalmente Campos dos Goytacazes. El tramo entre Río Bonito y Campos, licitado para duplicar sus 176 km, ya tiene duplicados 126 km. La BR-116 atraviesa el interior montañoso del estado y conecta Río de Janeiro con la región nordeste de Brasil. La BR-040 conecta Río con Minas Gerais y su capital Belo Horizonte. También destaca el Arco Metropolitano, que rodea la capital con el objetivo de eliminar el tráfico innecesario de esta zona, y que está en proceso de finalización total, faltando sólo 23 km de duplicación de un antiguo tramo existente. Recientemente, la carretera Presidente Dutra fue re-licitada para permitir un proyecto multimillonario de mejoramiento de la Serra das Araras, el tramo más antiguo de la carretera, construido en la década de 1920. En general, las carreteras estatales tienen un gran movimiento de mercancías y vehículo de pasajeros.·
Río de Janeiro tiene varios puertos importantes, como el Puerto de Río de Janeiro, el Puerto de Itaguaí y el Puerto de Açu, en São João da Barra, además de otros como Niterói y Angra dos Reis. Todos los puertos del estado tienen varios accesos ferroviarios y viales. El Puerto de Río de Janeiro es un importante exportador de hierro de Minas Gerais, productos siderúrgicos y vehículos, importando contenedores, trigo, productos siderúrgicos y zinc concentrado. El Puerto de Itaguaí exporta mineral de hierro de Minas Gerais y carga en contenedores, importando carbón, coque de carbón, carga en contenedores, alúmina y productos siderúrgicos.
La capital tiene tres aeropuertos civiles, el Aeropuerto Internacional de Galeão, el Aeropuerto Santos Dumont y Aeropuerto de Jacarepaguá. También cuenta con tres aeropuertos militares: Base Aérea de Galeão; Base Aérea de Santa Cruz y Base Aérea dos Afonsos.

## Deportes

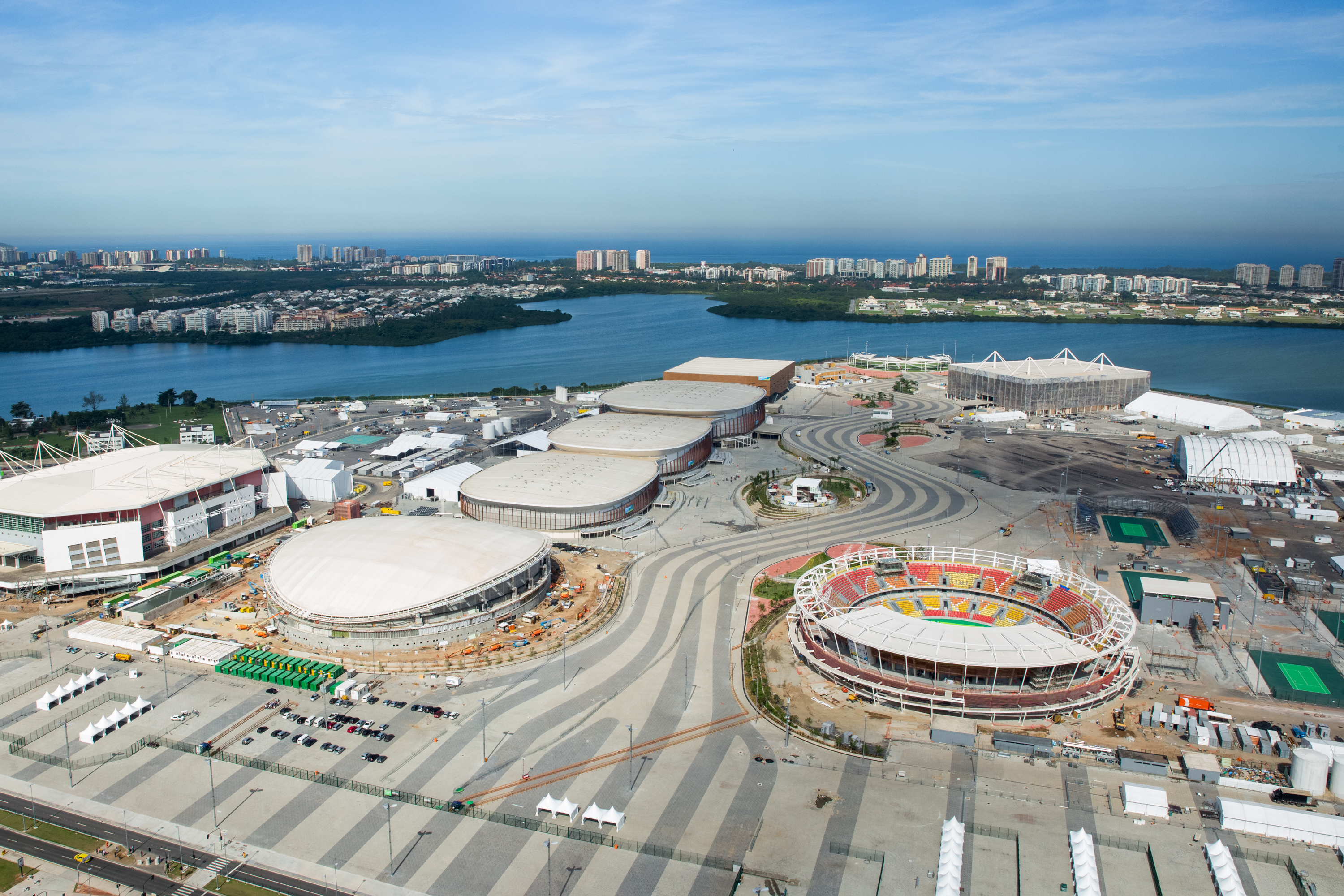
Parque Olímpico de Río de Janeiro, construido para los Juegos Olímpicos de 2016.

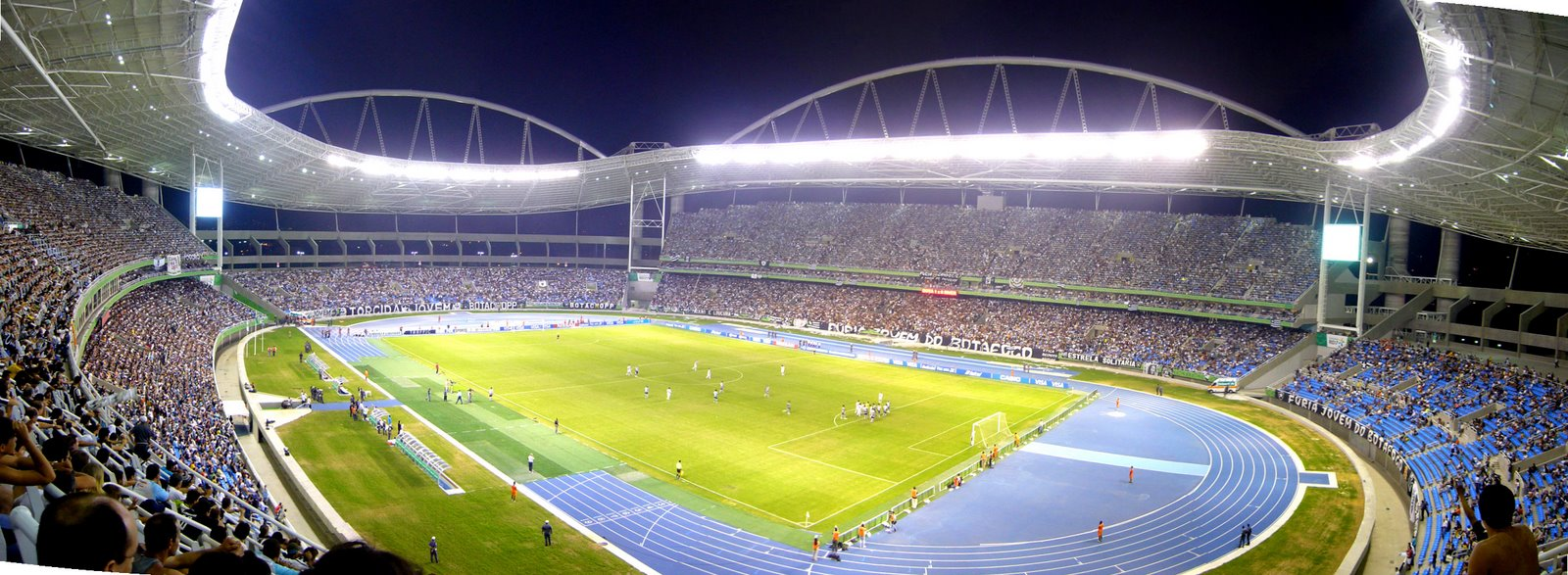
Estadio Olímpico Nilton Santos, conocido como "Engenhão", durante un partido entre Botafogo y River Plate, en 2007.

El deporte que más se destaca en el estado es el fútbol. Los principales clubes de fútbol de Río de Janeiro son Flamengo, Botafogo, Fluminense y Vasco da Gama. También se sabe que el estado entrena a atletas destacados en voleibol, vela, natación, baloncesto, patineta, surf, voleibol de playa, remo, jiu-jitsu y MMA. El estado fue sede de las finales de la Copa Mundial de Fútbol de 1950 y 2014, así como de los Juegos Olímpicos de 2016. También fue sede de los Juegos Panamericanos de 2007, del Campeonato Mundial de Natación en Piscina Corta de 1995 y del Campeonato Mundial de Baloncesto en 1954 y 1963. Los eventos de carreras de caballos se llevan a cabo en el Hipódromo de La Gávea. Jacarepaguá fue el lugar donde se llevó a cabo la etapa brasileña del Gran Premio de Fórmula 1, entre 1978 y 1990, y Champ Car (1996-1999). Los tours de surf WCT y WQS se realizaron en las playas de Río entre 1985 y 2001. La capital también alberga un torneo de tenis ATP 500.
La ciudad tiene tres estadios principales: Maracaná, el antiguo estadio más grande del mundo en términos de capacidad; Engenhão, previsto para albergar los eventos de atletismo y fútbol de los Juegos Panamericanos de 2007, y São Januário, el estadio privado más grande de Río.
En el estado de Río nacieron medallistas olímpicos como: Martine Grael, Clínio de Freitas, Daniel Adler, Eduardo Penido, Isabel Swan, Kiko Pelicano, Marcelo Ferreira, Marcos Soares, Nelson Falcão y Ronaldo Senfft en la vela; Thiago Pereira, Bruno Fratus y Jorge Fernandes en natación; Robson Caetano y José Telles da Conceição en atletismo; Luiz Felipe de Azevedo en equitación; Afrânio da Costa y Fernando Soledade en el plató; Affonso Évora, Alfredo da Motta, Algodão, Edson Bispo, Fernando Brobró, Fritz, Marcus Vinícius Dias, Ruy de Freitas y Sérgio Macarrão en baloncesto; Adriana Samuel, Ana Cristina, André Nascimento, Bernard, Bernardinho, Bruninho, Fabiana Alvim, Fernanda Ferreira, Fernandão, Janina, Kátia Lopes, Leandro Vissotto, Marcelo Elgarten, Nalbert, Rui, Tande, Thaísa y Valeskinha en voleibol; Bárbara Seixas, Jacqueline Silva, Raquel da Silva, Sandra Pires en voleibol de playa, además de Hugo Calderano, el mejor tenista de mesa de la historia de Brasil; Nelson Piquet, tres veces campeón mundial de F1; Bob Burnquist, considerado uno de los mejores skaters de todos los tiempos; y Marcus Vinicius D'Almeida, subcampeón mundial de tiro con arco.

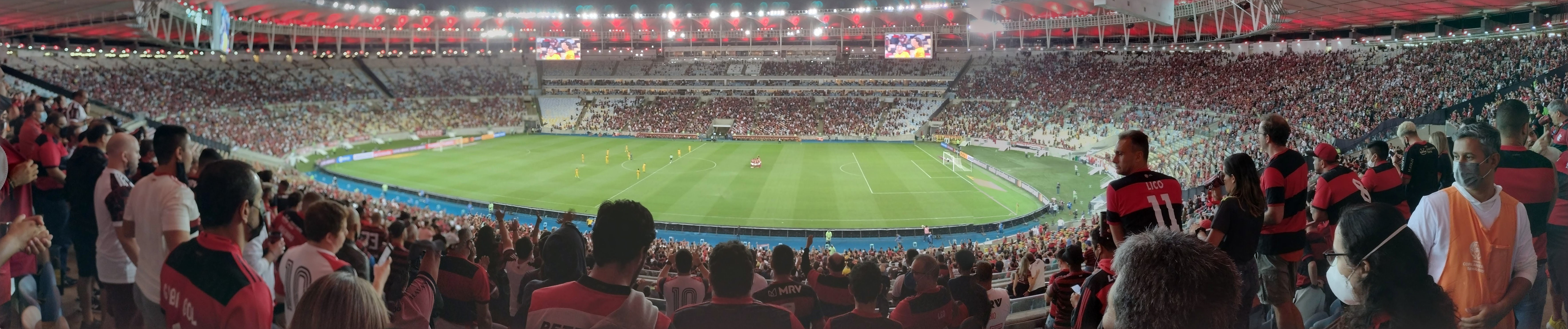
Panorama del interior del Maracaná durante un partido válido por la semifinal de la Copa Libertadores 2021.